# RiverKings du Mississippi
Les RiverKings du Mississippi (en anglais: Mississippi RiverKings) sont une franchise américaine de hockey sur glace professionnel. Créée en 1992 sous le nom de RiverKings de Memphis, l'équipe est l'un des membres fondateurs de la Ligue centrale de hockey. En 2000, la franchise quitte la ville de Memphis pour la banlieue, à Southaven dans l'état du Mississippi. En 2007, la franchise change de nom. En 2011, l'équipe rejoint la Southern Professional Hockey League où elle évolue jusqu'à la fin de ses activités en 2018.

## Historique
Ils sont les membres inauguraux de la Ligue centrale de hockey, ayant joués leur première saison en 1992–93. L'équipe a été créée sous le nom des RiverKings de Memphis. En 2007, l'équipe est renommée RiverKings du Mississippi.

## Saisons des RiverKings du Mississippi

### En Ligue centrale de hockey
| Saison    | PJ | V  | D  | DP | BP  | BC  | Pts | Classement                        | Séries éliminatoires                | Entraîneur                  |
| --------- | -- | -- | -- | -- | --- | --- | --- | --------------------------------- | ----------------------------------- | --------------------------- |
| 1992-1993 | 60 | 26 | 27 | 7  | 253 | 272 | 59  | 4e place                          | Demi-finales                        | Steve Carlson               |
| 1993-1994 | 64 | 25 | 34 | 5  | 243 | 294 | 55  | 5e place                          | Non qualifié                        | Randy Boyd                  |
| 1994-1995 | 66 | 24 | 35 | 7  | 259 | 327 | 55  | 6e place                          | Non qualifié                        | Herb Boxer                  |
| 1995-1996 | 64 | 34 | 24 | 6  | 308 | 271 | 74  | 3e place                          | Demi-finales                        | Herb Boxer                  |
| 1996-1997 | 66 | 35 | 27 | 4  | 278 | 260 | 74  | 3e place de la Division Est       | Finale                              | Herb Boxer                  |
| 1997-1998 | 70 | 25 | 40 | 5  | 239 | 287 | 55  | 4e place de la Division Ouest     | Quarts de finale                    | Herb Boxer Kevin Evans      |
| 1998-1999 | 70 | 36 | 27 | 7  | 313 | 307 | 79  | 3e place de la Division Est       | Quarts de finale                    | Kevin Evans                 |
| 1999-2000 | 70 | 9  | 57 | 4  | 175 | 341 | 11  | 5e place de la Division Est       | Non qualifié                        | Mike Sauter Dave Starman    |
| 2000-2001 | 70 | 43 | 21 | 6  | 296 | 236 | 92  | 1er place de la Division Est      | Demi-finales                        | Doug Shedden                |
| 2001-2002 | 64 | 46 | 14 | 4  | 267 | 186 | 92  | 1er place de la Division Nord-Est | Champion                            | Doug Shedden                |
| 2002-2003 | 64 | 39 | 21 | 4  | 235 | 190 | 82  | 2e place de la Division Nord-Est  | Champion                            | Doug Shedden                |
| 2003-2004 | 64 | 35 | 25 | 4  | 198 | 184 | 74  | 3e place de la Division Nord-Est  | Non qualifié                        | Jim Wiley Mark Richards     |
| 2004-2005 | 60 | 30 | 28 | 2  | 206 | 205 | 62  | 4e place de la Division Nord-Est  | Non qualifié                        | Mark Richards               |
| 2005-2006 | 64 | 22 | 37 | 5  | 207 | 254 | 49  | 3e place de la Division Nord-Est  | Non qualifié                        | Kevin McClelland            |
| 2006-2007 | 64 | 39 | 19 | 6  | 227 | 208 | 84  | 2e place de la Division Nord-Est  | Finale de l'Association Nord        | Kevin McClelland            |
| 2007-2008 | 64 | 39 | 21 | 4  | 214 | 177 | 82  | 3e place de la Division Nord-Est  | Premier tour de l'Association Nord  | Kevin McClelland            |
| 2008-2009 | 64 | 44 | 17 | 3  | 249 | 166 | 91  | 1er place de la Division Nord-Est | Finale de l'Association Nord        | Kevin Kaminski              |
| 2009-2010 | 64 | 33 | 24 | 7  | 217 | 216 | 73  | 4e place de l'Association Nord    | Premier tour de l'Association Nord  | Kevin Kaminski              |
| 2010-2011 | 66 | 30 | 31 | 5  | 199 | 229 | 65  | 6e place de l'Association Berry   | Premier tour de l'Association Berry | Kevin Kaminski Paul Gardner |

### EnSouthern Professional Hockey League
| Saison    | PJ | V  | D  | DP | BP  | BC  | Pts | Classement | Séries éliminatoires | Entraîneur       |
| --------- | -- | -- | -- | -- | --- | --- | --- | ---------- | -------------------- | ---------------- |
| 2011-2012 | 56 | 25 | 28 | 3  | 167 | 177 | 53  | 6e place   | Quarts de finale     | Derek Landmesser |
| 2012-2013 | 56 | 24 | 24 | 8  | 165 | 183 | 56  | 7e place   | Quarts de finale     | Derek Landmesser |
| 2013-2014 | 56 | 31 | 21 | 4  | 175 | 150 | 66  | 4e place   | Quarts de finale     | Derek Landmesser |
| 2014-2015 | 56 | 33 | 21 | 2  | 169 | 140 | 68  | 4e place   | Finale               | Derek Landmesser |
| 2015-2016 | 56 | 28 | 18 | 10 | 151 | 161 | 66  | 3e place   | Demi-finales         | Derek Landmesser |
| 2016-2017 | 56 | 25 | 21 | 10 | 172 | 162 | 67  | 5e place   | Quarts de finale     | Derek Landmesser |
| 2017-2018 | 56 | 29 | 25 | 2  | 193 | 181 | 60  | 7e place   | Quarts de finale     | Derek Landmesser |

## Logos successifs

Logo utilisé entre 1992 et 2002
Logo utilisé entre 2002 et 2007
Logo utilisé entre 2007 et 2015
Logo utilisé entre 2015 et 2018